# بن هرري
البن الهرري نوع من أنواع البن يزرع في ولاية هراري في إثيوبيا، ويُعد من أشهر أنواع البن وأكثرها استهلاكًا في دول الخليج العربي، وأقدمها نشأة؛ إذ تُعد الحبشة موطن البن الأول، وأول من اكتشفه وتعرف على خصائصه قبيلة الأورمو.ومالك البن الهرري عبدالله يوسف